# 259
Криза Римської імперії у 3 столітті. Період тридцяти тиранів. Правління імператора Валеріана з сином Галлієном. В імперії триває чума Кипріяна. У Китаї триває період трьох держав, у Японії — період Ямато, у Персії править династія Сассанідів.
На території лісостепової України Черняхівська культура. У Північному Причорномор'ї готи й сармати.

## Події
- Імператор Валеріан із 79 тис. військом іде на підмогу Едесі, яка потрапила в перську облогу. Військо зазнало значних втрат від епідемії.
- Галлієн здобув перемогу на алеманами під Медіоланом.
- Алемани зруйнували місто Брегенц.
- Діонісій став 25-им Папою Римським.

## Народились
- Святий Мамант

## Померли
- Фруктуоз Таррагонський